# الحوتي (المضاربة والعارة)

تعديل مصدري - تعديل

الحوتـي هي إحدى قرى عزلة العارة بمديرية المضاربة والعارة التابعة لمحافظة لحج، بلغ تعداد سكانها 149 نسمة حسب تعداد اليمن لعام 2004.